# Elettrogravimetria

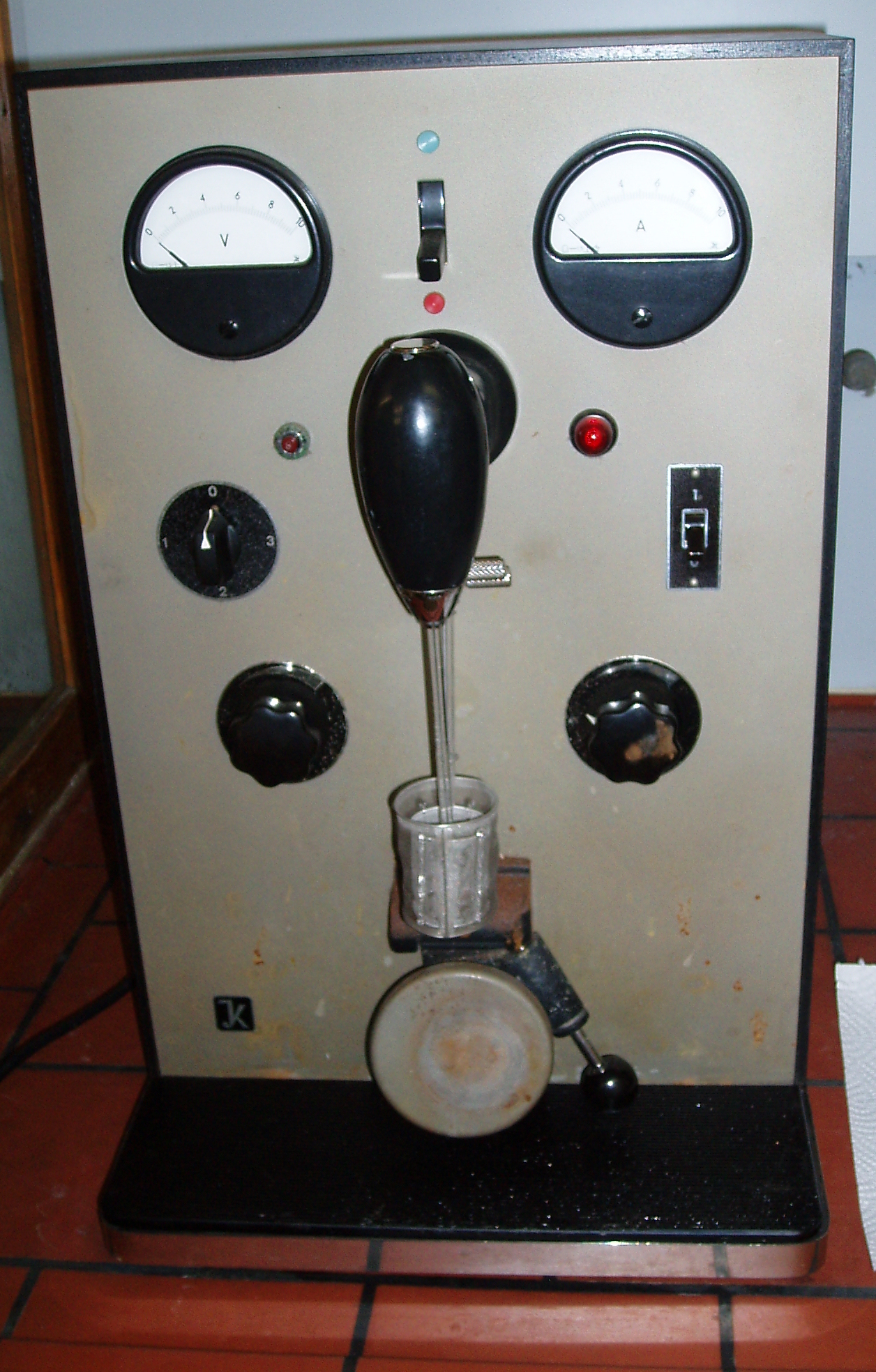
Un apparato per svolgere l'elettrogravimetria.

L'elettrogravimetria è una metodica elettroanalitica che permette di determinare quantitativamente, in modo molto accurato, il contenuto in metallo di un campione portato in soluzione acquosa.
In termini pratici si tratta di una elettrolisi effettuata a potenziale catodico controllato, ovvero a corrente costante, collegando al catodo un terzo elettrodo che funge da elettrodo di riferimento. In questo modo è possibile aumentare il potenziale del catodo per compensare la diminuzione di corrente dovuta alla minore concentrazione della soluzione in seguito all'avanzamento del processo elettrolitico, diminuzione di corrente elettrica che altrimenti protrarrebbe eccessivamente la durata dell'elettrolisi col rischio di ottenere alla fine un minore deposito catodico di analita. Tuttavia in alcuni casi, ad esempio quando si lavora con soluzioni contenenti specie i cui potenziali standard di riduzione differiscono di poco e che potrebbe quindi codepositarsi al catodo, è preferibile eseguire l'elettrolisi a potenziale costante.
La differenza di potenziale minima necessaria per effettuare un'analisi elettrogravimetrica è definita tensione pratica di elettrolisi ed è data dalla somma della forza controelettromotrice (f.c.e.m.) della pila indotta (o tensione teorica di elettrolisi), delle sovratensioni anodica e catodica dovute a polarizzazione degli elettrodi e dalla somma del contributo dovuto alla resistenza ohmica dell'elettrolita (iR). Gli elettrodi solitamente sono in platino; in casi particolari, per diminuire la tensione di elettrodeposizione di metalli più nobili, vengono utilizzati dei catodi in mercurio i quali presentano bassa sovratensione di deposito per effetto della formazione di amalgami e alta sovratensione di sviluppo per l'idrogeno gassoso. Un accurato controllo del potenziale applicato al catodo permette di effettuare l'analisi elettrogravimetrica di una miscela di cationi metallici.
La quantità di metallo solido ottenuto viene determinata dalla differenza tra il peso del catodo, lavato con etanolo e seccato in stufa, dopo elettrogravimetria e il peso iniziale dello stesso elettrodo.